# Canoas

Canoas é um município brasileiro situado no estado do Rio Grande do Sul, localizado a aproximadamente 14 km da capital, Porto Alegre. Oficialmente estabelecida como cidade em 1939, Canoas originou-se de uma região então conhecida pela fabricação de canoas, especialmente após a inauguração de sua estação ferroviária em 1874, o que influenciou diretamente o nome da cidade. Com uma população de cerca de 349.728 habitantes em 2022 e uma extensão territorial de 130,789 km², Canoas é a terceira cidade mais populosa do estado.
A economia de Canoas é robusta, com uma significativa presença industrial, destacando-se empresas como a  Refinaria Alberto Pasqualini (REFAP), AGCO e Midea. A cidade também se posiciona como um importante centro de ensino superior, sediando instituições como a Universidade La Salle, Ulbra, UniRitter e o IFRS. Canoas também é conhecida por abrigar a Base Aérea de Canoas e o Quartel General da Força Aérea na Região Sul do Brasil, ressaltando sua importância no contexto militar.
Além de seu perfil econômico e educacional, Canoas oferece diversas opções de lazer e espaços verdes, como o Parque Getúlio Vargas, também conhecido como "Capão do Corvo", e o Parque Eduardo Gomes, oferecendo grandes áreas verdes com trilhas, espaços para piqueniques e atividades ao ar livre. 
Localizada estrategicamente na região metropolitana de Porto Alegre, Canoas desempenha um papel central na dinâmica urbana e econômica da região. A cidade, possui um clima subtropical e está situada a uma altitude de oito metros acima do nível do mar, sendo circundada pelos rios Gravataí, Jacuí e Sinos.

## Etimologia
Durante a construção da estrada de ferro que ligava Porto Alegre à São Leopoldo, inaugurada em 1874, uma timbaúva (Enterolobium contortisiliquum) foi aproveitada na antiga fazenda de Gravataí para construir embarcações. O lugar passou a ser chamado de Capão das Canoas, e deu origem ao nome do povoado. Ela também é a árvore símbolo do município.

## História
A área onde hoje se localiza o município de Canoas era habitada pelos índios Tapes, quando em 1725 chegaram à região os tropeiros lagunistas e com eles o povoador e conquistador Francisco Pinto Bandeira. Em 1733, ele ocupou as terras e criou a Fazenda Gravataí, que foi herdada por Leonardo Arnhold da Rosa e mais tarde por Josefa Eufália de Azevedo (A Brigadeira). Posteriormente essas terras foram repartidas e vendidas.
Em 1871 a construção da estrada de ferro que ligaria São Leopoldo a Porto Alegre tem início. O primeiro trecho da ferrovia foi inaugurado em 1874 e na atual área de Canoas foi construída uma estação. O povoamento da região iniciou em torno dessa estação férrea, que ficava no centro da Fazenda Gravataí.
Os homens da guarda da estação utilizaram uma grande árvore na construção de uma canoa para o serviço da sede, situada às margens do rio dos Sinos. Outras canoas foram feitas com árvores do mato que havia no local que, por esse motivo, ficou conhecido como Capão das Canoas, o que originou o nome da estação, do povoado e, posteriormente, do município.

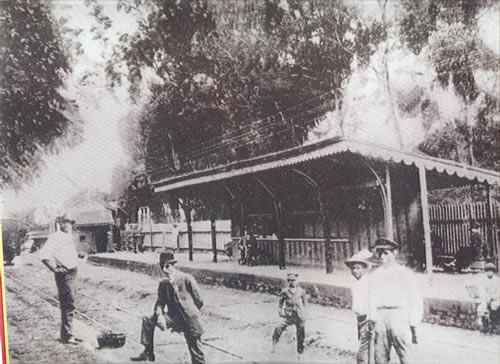
Estação férrea de Canoas em 1874.

O major Vicente Ferrer da Silva Freire, proprietário da Fazenda Gravataí na época, aproveitou a viação férrea para transformar suas terras em um lote de chácaras de veraneio, que ele pôs à venda. Ponto de referência obrigatório, o local passou a ser designado como Capão das Canoas. Logo, as grandes fazendas foram perdendo espaço para as pequenas propriedades, chácaras e granjas.
Em 1908, Canoas foi elevada a Capela Curada. No mesmo ano vieram os irmãos lassalistas e criaram uma escola agrícola, de ensino primário e de ensino secundário no centro da cidade. Em 1937, foi criada o 3º Regimento de Aviação Militar (RAV), hoje o 5º Comando Aéreo Regional (V COMAR), que contribuiu decisivamente para a emancipação do município. Victor Hugo Ludwig levou ao general Flores da Cunha, interventor federal no estado, as razões da emancipação.
A emancipação de Canoas ocorreria somente em 27 de junho de 1939. O território municipal teve sua área reduzida para menos da metade com a emancipação, no dia 20 de março de 1992, de seu 2º Distrito, que se tornou o município de Nova Santa Rita.
A partir dos anos 1970, a economia e a população cresceram muito rapidamente. Pouco tempo depois a cidade já era grande, sendo atualmente a segunda maior economia do estado.

## Símbolos oficiais
O Brasão de Canoas é o símbolo oficial de Canoas. Foi elaborado por João Palma da Silva e instituído pela Lei Municipal nº 824, de 10 de dezembro de 1963, na administração do prefeito Coronel José João de Medeiros. Seu símbolo central, a engrenagem, representa a força da indústria no município, as canoas na parte de cima dão o nome do município e a faixa na parte de baixo representa as cores do Rio Grande do Sul.
O Hino do Município de Canoas é o hino oficial de Canoas. Tem letra de Wilson Dantur e música de Pedro Reinaldo Klein. Tornou-se o hino oficial através da Lei Municipal nº 986 de 24 de junho de 1965.
A Bandeira de Canoas é a bandeira oficial de Canoas. Foi adotada na gestão do prefeito Geraldo Gilberto Ludwig. O verde e o amarelo representam o Brasil, e o vermelho representa o sangue que foi dado em nome da liberdade do Rio Grande do Sul.

## Política

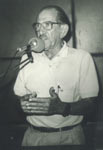
Hugo Lagranha.

A história política de Canoas começa em 27 de junho de 1939, com a Emancipação e em 1940 é nomeado e empossado o primeiro prefeito: Edgar Braga da Fontoura, nomeado pelo coronel Oswaldo Cordeiro de Farias. Hugo Simões Lagranha foi prefeito em cinco oportunidades, somando 22 anos no cargo.
Quando há eleições, Canoas é um importante ponto de campanha para um grande número de candidatos a diversos cargos, inclusive candidatos ao governo estadual e à Presidência da República. Isso se dá, principalmente, devido à grande população do município e à sua importância dentro do estado. Por ter mais de 200.000 eleitores cadastrados no TRE domiciliados na cidade, é um dos quatro municípios gaúchos em que há possibilidade de segundo turno nas eleições municipais.
Em 2005, o IBGE divulgou o número de eleitores do município: homens: 107.481, mulheres: 118.837, analfabetos: 4.667, menores: 4.648. totalizando 226.318 eleitores.
Em 31 de março de 2022 o prefeito da cidade Jairo Jorge  do PSD foi afastado pela justiça em virtude de uma investigação do ministério público para apurar desvios de recursos da saúde do município pelo prefeito. O vice-prefeito Dr. Nedy Vargas assumiu interinamente o cargo de prefeito em exercício. Em 28 de maio de 2023, Jairo Jorge retorna ao cargo, posteriormente sendo absolvido de acusações que levaram a afastamento do cargo.

## Comunicação
Há em Canoas três jornais de circulação regular: o Diário de Canoas, O Timoneiro e o Jornal de Canoas, da prefeitura, e outros de circulação quinzenal ou mensal. Além desses, há duas revistas em circulação, sendo uma a Revista Símbolo. Além dos jornais e revistas, Canoas conta ainda, com a Ulbra TV, as rádios Real e Mix FM e o portal de notícias Agência GBC.

## Subdivisões

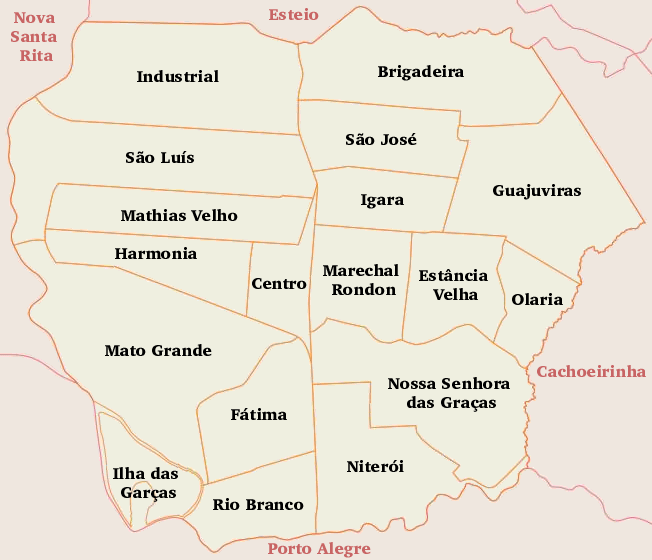
Mapa dos bairros de Canoas.

Canoas é dividida em 18 bairros, dos quais o Guajuviras, Mathias Velho e Niterói são os mais populosos. Pelo fato de a maior parte da população estar concentrada nesses bairros, o comércio é bastante desenvolvido, assim como o turismo. Por outro lado, os bairros Guajuviras e Mathias Velho nos últimos anos têm apresentado altíssimo índice de violência. Com o objetivo de combater esta realidade, foi implantado no bairro Guajuviras o "Território de Paz".
Muitos dos bairros de Canoas possuem subdivisões e/ou apresentam vilas em seu interior, onde a divisão territorial não é exata e nem oficial. Apesar disso, locais como Chácara Barreto, Cinco Colônias e Ideal são considerados como bairros por seus moradores.[carece de fontes?]
A seguir é apresentada a lista com todos os bairros do município.[carece de fontes?]
- Brigadeira
- Centro
- Estância Velha
- Fátima
- Guajuviras
- Harmonia
- Igara
- Industrial
- Marechal Rondon
- Mathias Velho
- Mato Grande
- Niterói
- Nossa Senhora das Graças
- Olaria
- Rio Branco
- São José
- São Luís

## Geografia

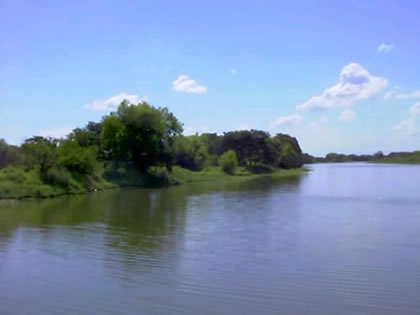
Paisagem da Ilha das Garças.

A geografia de Canoas é bem diversificada. A paisagem dominante é a da zona urbana, mas em alguns pontos isolados do município podem-se encontrar florestas, grandes bosques e um cenário parecido com os semidesertos.
O solo é pobre devido ao alto desgastamento e ao alto nível de poluição, por isso apenas plantas nativas sobrevivem, sendo que as demais plantas precisam de um tipo especial de terra. Canoas é banhada por dois rios, o rio dos Sinos e o rio Gravataí, além de estar na zona do Delta do Jacuí. O município também é banhado por diversos arroios e lagos, alguns poluídos e outros intactos. Na agricultura é dado o incentivo à produção de hortifrutigranjeiros, mas também são produzidos leite, lã, ovos e mel no município.

### Clima
O clima do município é subtropical e temperado. A média anual das temperaturas máximas é de 24 °C e a média das temperaturas mínimas é de 15 °C. A temperatura de Canoas é bem semelhante à de Porto Alegre.
Todos os verões em Canoas são quentes. As temperaturas ficam a estação inteira entre os 23 e 40 °C. O outono no município é marcado pela alta concentração de chuva. As temperaturas ficam entre os 13 e 25 °C. O inverno tem castigado os canoenses com temperaturas baixas. Sendo a mínima absoluta de -3 °C, já houve também a ocorrência de neve em diversos anos em Canoas sendo que a última foi em 2006 no dia 4 de setembro.

### Meio Ambiente

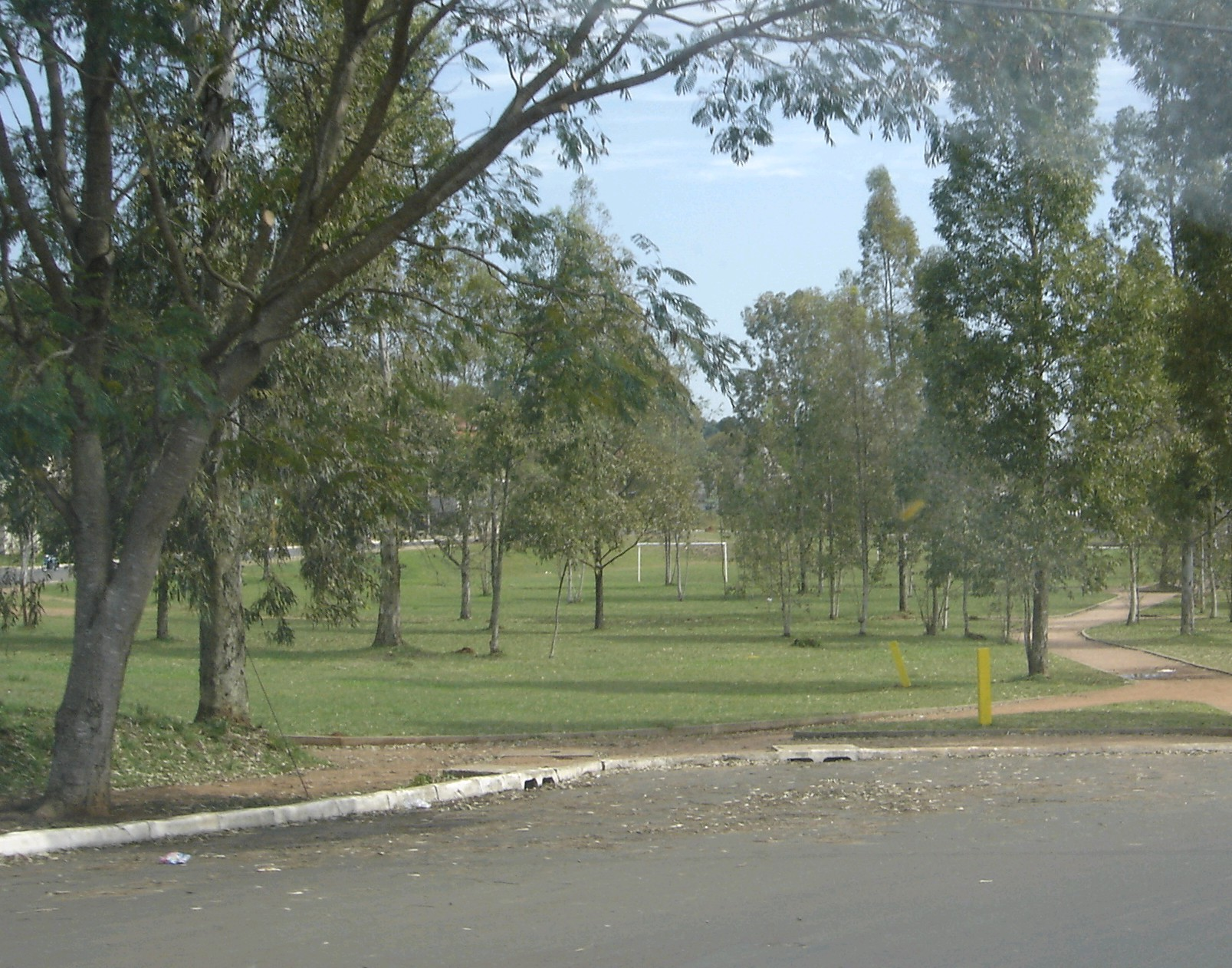
Os parques são muito comuns nos bairros do município.

A Secretaria Municipal de Preservação Ambiental (SEMPA) foi criada em 2001, com um plano de gestão ambiental buscando a contínua melhoria na qualidade de vida dos canoenses.
O plano de gestão ambiental, além de cadastrar e conceder licença para combater atividades poluidoras, tem como atribuição preservar, recuperar e executar o manejo das áreas verdes urbanas como parques, jardins e praças. Também exerce o poder da polícia para o cumprimento da legislação. A SEMPA está localizada no Parque Getúlio Vargas (Capão do Corvo). A SEMPA está atuando também na Praia da Paquetá ajudando a retirar o lixo e tornando o lugar no o maior ponto turístico natural do município.
Hoje o município desenvolve o programa Canoas, te quero verde, para chamar a atenção de estudantes e grupos organizados em visitações técnicas, para a necessidade da preservação do meio ambiente.
A poluição ambiental também é constante na cidade. A Praia da Paquetá era constantemente poluída até que a prefeitura providenciou uma limpeza a cada mês.

## Economia
A economia de Canoas é bem desenvolvida, possuindo o segundo maior PIB do estado com R$ 9.995.407.900,00. O setor de Serviços (que inclui Administração Pública) é o que mais contribui para o PIB canoense, a cidade possuí uma economia muito diversificada. O Comércio (categorizado dentro do Setor de Serviços) também contribui para o PIB, com diversas lojas e shoppings na parte central da cidade. A Indústria e a Agricultura correspondem aos outros 10% do PIB. O PIB per capita da cidade é de 29.400,07. O Imposto sobre Circulação de Mercadorias e Serviços (ICMS) de 2005 possuí índice de 0,557854 e está entre os maiores do estado
- Canoas foi escolhida como cidade estratégica do gás natural. O gás que vem da Bolívia termina na Usina Termoelétrica Sepé Tiaraju concentrada ao lado da Refap e o primeiro posto licenciado para a comercialização de GNV no Rio Grande do Sul foi o de Canoas, localizado no bairro Igara. Assim como a primeira instaladora de gás natural veicular do Rio Grande do Sul, também localizada no bairro Igara, a Carbuflex.[23]

|                                                                                  |         |
| \| Indústria \| 9,97 % \| \| Agropecuária \| 0,06 % \| \| Serviços \| 89,97 % \| |         |
| Indústria                                                                        | 9,97 %  |
| Agropecuária                                                                     | 0,06 %  |
| Serviços                                                                         | 89,97 % |

### Comércio
O comércio de Canoas contava com 7,46 mil estabelecimentos comerciais em 2015, com ampla variedade e grande participação no mercado da Região Metropolitana. Este segmento da economia foi responsável por 23,7% (20.210) dos empregos do município em 2015.
O município abriga diversos centros comerciais, como o Conjunto Comercial Canoas (CCC), um dos mais importantes do município, que, durante um período, acabou sendo locado e transformado improvisadamente em sede da Administração Municipal, lá estando os gabinetes do Prefeito, do Vice-Prefeito e de diversas Secretarias Municipais. Atualmente, entretanto, estes órgãos deixaram o CCC. Comercialmente, apenas os pisos térreo e o subsolo abrigam algumas lojas.
Existem ainda o ParkShopping Canoas (o maior do município, com 264 lojas), Canoas Shopping (com 220 lojas), o Shopping Via Porcello (40 lojas) e o Calçadão da Rua Tiradentes que, por decreto municipal, foi transformado em "camelódromo".
No município, também se encontram os supermercados Zaffari Bourbon, Carrefour , BIG, Nacional  e outros de menor expressão. No âmbito do intercâmbio comercial, exporta óleo de soja, máquinas, implementos agrícolas, condicionadores de ar e interruptores elétricos. Além disso, o município importa grãos de soja e trigo, chapas e barras de ferro.

### Agricultura
| Arroz                                                           | 3.360 |
| Cana-de-açúcar                                                  | 36    |
| Laranja                                                         | 9     |
| Mandioca                                                        | 300   |
| Milho                                                           | 4     |
| Tomate                                                          | 48    |
| Uva                                                             | 5     |
| Produtos agrícolas e frutíferos de Canoas, segundo IBGE em 2006 |       |

A agricultura na cidade não é tão importante como no passado. Mesmo assim ainda se produz  produtos agrícolas em grandes quantidades, o arroz canoense é plantado em uma área de 800 hectares. Segundo o IBGE em 2006, Canoas produziu 3.360 tonelada de arroz, 5 toneladas de uvas, 9 toneladas de laranjas e 48 toneladas de tomate. Na pecuária, Canoas contém 1.388 cabeças de bovinos, 390 cabeças de suínos, 480 cabeças de eqüinos, 650 cabeças de galinhas, 50 cabeças de caprinos, 60 cabeças de vacas ordenhadas e uma produção de 95.000 litros de leite. Além disso em 2006 produziu-se 4.000 dúzias de ovos de galinhas.

### Indústria
O parque industrial de Canoas é um dos maiores e mais importantes do Estado. Pequenas, médias e grandes empresas fabricam no município os mais variados produtos, desde máquinas pesadas até os mais delicados instrumentos cirúrgicos.
Entre as indústrias e empresas localizadas no município estão: IKRO, Iriel, (adquirida recentemente pelo Grupo Siemens), Perdigão, AGCO Massey Ferguson, International Engines, Tec-Master, Midea Carrier (antiga Springer), Forjasul (divisão da Tramontina) e a Refinaria Alberto Pasqualini(Petrobras e Repsol). A REFAP contribui diretamente para o PIB do município.

## Demografia
Segundo o censo 2022 do IBGE, Canoas conta com uma população de 347.657 habitantes, superando países como a Islândia e Guiana Francesa, sendo o 3º maior município do estado e o 79º do Brasil em número de habitantes.  O PIB do município é elevado, ocupando o 3º lugar no ranking do PIB no estado e 57º no ranking do PIB nacional, à frente de capitais como Boa vista e Palmas. Segundo o PNUD a população masculina ocupa 48,63% e a feminina ocupa 51,37%. A população urbana ocupa 99,8% e a rural 0,2%. A densidade demográfica é de 2.542,56 habitantes por km².
A expectativa média de vida é de 70,8 anos, o homem até os 66,6 anos e a mulher até os 75,1. A mortalidade infantil é de 13,04 por mil nascidos vivos (FEE/2006). A taxa de analfabetismo é baixa, cerca de 3,23% dos canoenses são analfabetos. O índice de Desenvolvimento Humano (IDH) é 0,815.(PNUD/2000). O Índice de Gini é de 0,53 (PNUD/2000) e o Índice L de Theil é de 0,50 (PNUD/2000).

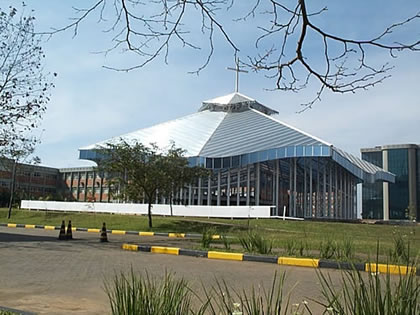
Capela da Ulbra.

### Distribuição da População por faixa etária
- Homens - Série Histórica

|                   | 2000    | 2001    | 2002    | 2003    | 2004    | 2005    | 2006    | 2007    | 2008    | 2009    | 2010    |
| ----------------- | ------- | ------- | ------- | ------- | ------- | ------- | ------- | ------- | ------- | ------- | ------- |
| de 0 a 04 anos    | 14.198  | 14.002  | 13.560  | 13.152  | 12.693  | 12.113  | 11.760  | 11.553  | 11.392  | 11.256  | 10.963  |
| de 05 a 09 anos   | 13.961  | 13.854  | 13.932  | 13.907  | 13.809  | 13.988  | 13.867  | 13.478  | 13.088  | 12.672  | 12.078  |
| de 10 a 14 anos   | 14.232  | 14.085  | 14.014  | 13.784  | 13.667  | 13.590  | 13.491  | 13.553  | 13.568  | 13.523  | 13.779  |
| de 15 a 19 anos   | 15.173  | 15.001  | 14.596  | 14.359  | 14.126  | 13.912  | 13.737  | 13.587  | 13.390  | 13.273  | 13.223  |
| de 20 a 24 anos   | 13.866  | 14.196  | 14.458  | 14.636  | 14.712  | 14.684  | 14.550  | 14.279  | 14.049  | 13.811  | 13.594  |
| de 25 a 29 anos   | 11.441  | 11.745  | 12.162  | 12.633  | 13.078  | 13.444  | 13.745  | 13.981  | 14.142  | 14.215  | 14.197  |
| de 30 a 34 anos   | 11.232  | 11.125  | 11.033  | 10.992  | 11.046  | 11.217  | 11.494  | 11.870  | 12.295  | 12.695  | 13.024  |
| de 35 a 39 anos   | 11.581  | 11.463  | 11.332  | 11.200  | 11.078  | 10.975  | 10.893  | 10.818  | 10.786  | 10.838  | 10.994  |
| de 40 a 44 anos   | 11.096  | 11.196  | 11.237  | 11.230  | 11.191  | 11.133  | 11.059  | 10.971  | 10.879  | 10.793  | 10.722  |
| de 45 a 49 anos   | 9.163   | 9.429   | 9.723   | 10.017  | 10.269  | 10.454  | 10.585  | 10.662  | 10.696  | 10.700  | 10.686  |
| de 50 a 54 anos   | 7.315   | 7.571   | 7.787   | 7.984   | 8.200   | 8.450   | 8.728   | 9.032   | 9.337   | 9.605   | 9.814   |
| de 55 a 59 anos   | 5.057   | 5.313   | 5.623   | 5.957   | 6.277   | 6.557   | 6.812   | 7.034   | 7.245   | 7.475   | 7.739   |
| de 60 a 64 anos   | 3.823   | 3.908   | 3.988   | 4.081   | 4.216   | 4.406   | 4.645   | 4.929   | 5.236   | 5.534   | 5.803   |
| de 65 a 69 anos   | 2.781   | 2.849   | 2.931   | 3.021   | 3.109   | 3.192   | 3.275   | 3.354   | 3.447   | 3.577   | 3.756   |
| de 70 a 74 anos   | 1.981   | 2.040   | 2.079   | 2.110   | 2.147   | 2.196   | 2.255   | 2.327   | 2.407   | 2.486   | 2.563   |
| de 75 a 79 anos   | 1.043   | 1.128   | 1.223   | 1.315   | 1.390   | 1.445   | 1.482   | 1.510   | 1.535   | 1.568   | 1.610   |
| de 80 anos e mais | 917     | 971     | 1.022   | 1.077   | 1.135   | 1.198   | 1.261   | 1.316   | 1.360   | 1.386   | 1.391   |
| Total de Homens   | 148.860 | 149.876 | 150.700 | 151.455 | 152.143 | 152.954 | 153.639 | 154.254 | 154.852 | 155.407 | 155.936 |

- Mulheres - Série Histórica

|                   | 2000    | 2001    | 2002    | 2003    | 2004    | 2005    | 2006    | 2007    | 2008    | 2009    | 2010    |
| ----------------- | ------- | ------- | ------- | ------- | ------- | ------- | ------- | ------- | ------- | ------- | ------- |
| de 0 a 04 anos    | 13.680  | 13.436  | 12.963  | 12.592  | 12.194  | 11.552  | 11.167  | 11.173  | 11.077  | 10.881  | 10.775  |
| de 05 a 09 anos   | 13.499  | 13.598  | 13.604  | 13.447  | 13.414  | 13.510  | 13.265  | 12.815  | 12.541  | 12.170  | 11.531  |
| de 10 a 14 anos   | 13.800  | 13.762  | 13.694  | 13.487  | 13.347  | 13.333  | 13.430  | 13.435  | 13.239  | 13.215  | 13.341  |
| de 15 a 19 anos   | 15.020  | 14.727  | 14.397  | 14.218  | 13.984  | 13.715  | 13.585  | 13.449  | 13.291  | 13.200  | 13.168  |
| de 20 a 24 anos   | 13.571  | 13.969  | 14.351  | 14.666  | 14.856  | 14.894  | 14.706  | 14.445  | 14.184  | 13.891  | 13.632  |
| de 25 a 29 anos   | 11.746  | 11.950  | 12.275  | 12.686  | 13.127  | 13.546  | 13.938  | 14.298  | 14.582  | 14.745  | 14.770  |
| de 30 a 34 anos   | 11.959  | 11.775  | 11.622  | 11.519  | 11.502  | 11.602  | 11.823  | 12.176  | 12.624  | 13.092  | 13.522  |
| de 35 a 39 anos   | 12.845  | 12.718  | 12.508  | 12.259  | 12.023  | 11.829  | 11.664  | 11.506  | 11.385  | 11.356  | 11.459  |
| de 40 a 44 anos   | 11.742  | 11.949  | 12.154  | 12.330  | 12.428  | 12.429  | 12.353  | 12.209  | 12.032  | 11.855  | 11.701  |
| de 45 a 49 anos   | 10.054  | 10.339  | 10.597  | 10.829  | 11.047  | 11.257  | 11.465  | 11.673  | 11.857  | 11.977  | 12.015  |
| de 50 a 54 anos   | 7.982   | 8.339   | 8.679   | 9.004   | 9.319   | 9.619   | 9.897   | 10.144  | 10.363  | 10.570  | 10.776  |
| de 55 a 59 anos   | 5.776   | 6.056   | 6.400   | 6.782   | 7.167   | 7.535   | 7.891   | 8.235   | 8.568   | 8.887   | 9.185   |
| de 60 a 64 anos   | 4.747   | 4.825   | 4.903   | 5.004   | 5.156   | 5.373   | 5.651   | 5.985   | 6.353   | 6.727   | 7.089   |
| de 65 a 69 anos   | 3.926   | 3.970   | 4.035   | 4.116   | 4.202   | 4.290   | 4.384   | 4.477   | 4.590   | 4.751   | 4.972   |
| de 70 a 74 anos   | 3.190   | 3.266   | 3.306   | 3.326   | 3.349   | 3.392   | 3.451   | 3.533   | 3.629   | 3.731   | 3.835   |
| de 75 a 79 anos   | 1.883   | 2.016   | 2.178   | 2.347   | 2.495   | 2.604   | 2.682   | 2.729   | 2.762   | 2.800   | 2.857   |
| de 80 anos e mais | 1.813   | 1.936   | 2.048   | 2.163   | 2.291   | 2.433   | 2.595   | 2.770   | 2.949   | 3.118   | 3.263   |
| Total de Mulheres | 157.233 | 158.631 | 159.714 | 160.775 | 161.901 | 162.913 | 163.947 | 165.052 | 166.026 | 166.966 | 167.891 |

- População - Série Histórica

|                   | 2000    | 2001    | 2002    | 2003    | 2004    | 2005    | 2006    | 2007    | 2008    | 2009    | 2010    |
| ----------------- | ------- | ------- | ------- | ------- | ------- | ------- | ------- | ------- | ------- | ------- | ------- |
| de 0 a 04 anos    | 27.878  | 27.438  | 26.523  | 25.744  | 24.887  | 23.665  | 22.927  | 22.726  | 22.469  | 22.137  | 21.738  |
| de 05 a 09 anos   | 27.460  | 27.452  | 27.536  | 27.354  | 27.223  | 27.498  | 27.132  | 26.293  | 25.629  | 24.842  | 23.609  |
| de 10 a 14 anos   | 28.032  | 27.847  | 27.708  | 27.271  | 27.014  | 26.923  | 26.921  | 26.988  | 26.807  | 26.738  | 27.120  |
| de 15 a 19 anos   | 30.193  | 29.728  | 28.993  | 28.577  | 28.110  | 27.627  | 27.322  | 27.036  | 26.681  | 26.473  | 26.391  |
| de 20 a 24 anos   | 27.437  | 28.165  | 28.809  | 29.302  | 29.568  | 29.578  | 29.256  | 28.724  | 28.233  | 27.702  | 27.226  |
| de 25 a 29 anos   | 23.187  | 23.695  | 24.437  | 25.319  | 26.205  | 26.990  | 27.683  | 28.279  | 28.724  | 28.960  | 28.967  |
| de 30 a 34 anos   | 23.191  | 22.900  | 22.655  | 22.511  | 22.548  | 22.819  | 23.317  | 24.046  | 24.919  | 25.787  | 26.546  |
| de 35 a 39 anos   | 24.426  | 24.181  | 23.840  | 23.459  | 23.101  | 22.804  | 22.557  | 22.324  | 22.171  | 22.194  | 22.453  |
| de 40 a 44 anos   | 22.838  | 23.145  | 23.391  | 23.560  | 23.619  | 23.562  | 23.412  | 23.180  | 22.911  | 22.648  | 22.423  |
| de 45 a 49 anos   | 19.217  | 19.768  | 20.320  | 20.846  | 21.316  | 21.711  | 22.050  | 22.335  | 22.553  | 22.677  | 22.701  |
| de 50 a 54 anos   | 15.297  | 15.910  | 16.466  | 16.988  | 17.519  | 18.069  | 18.625  | 19.176  | 19.700  | 20.175  | 20.590  |
| de 55 a 59 anos   | 10.833  | 11.369  | 12.023  | 12.739  | 13.444  | 14.092  | 14.703  | 15.269  | 15.813  | 16.362  | 16.924  |
| de 60 a 64 anos   | 8.570   | 8.733   | 8.891   | 9.085   | 9.372   | 9.779   | 10.296  | 10.914  | 11.589  | 12.261  | 12.892  |
| de 65 a 69 anos   | 6.707   | 6.819   | 6.966   | 7.137   | 7.311   | 7.482   | 7.659   | 7.831   | 8.037   | 8.328   | 8.728   |
| de 70 a 74 anos   | 5.171   | 5.306   | 5.385   | 5.436   | 5.496   | 5.588   | 5.706   | 5.860   | 6.036   | 6.217   | 6.398   |
| de 75 a 79 anos   | 2.926   | 3.144   | 3.401   | 3.662   | 3.885   | 4.049   | 4.164   | 4.239   | 4.297   | 4.368   | 4.467   |
| de 80 anos e mais | 2.730   | 2.907   | 3.070   | 3.240   | 3.426   | 3.631   | 3.856   | 4.086   | 4.309   | 4.504   | 4.654   |
| População         | 306.093 | 308.507 | 310.414 | 312.230 | 314.044 | 315.867 | 317.586 | 319.306 | 320.878 | 322.373 | 323.827 |

## Infraestrutura
Canoas conta com uma boa infraestrutura, com quase todas as ruas asfaltadas e em boas condições, boa iluminação pública, parques conservados e ruas e avenidas sinalizadas. Porém, como em qualquer cidade grande, existem moradias irregulares e algumas invasões em bairros pobres.

### Transporte

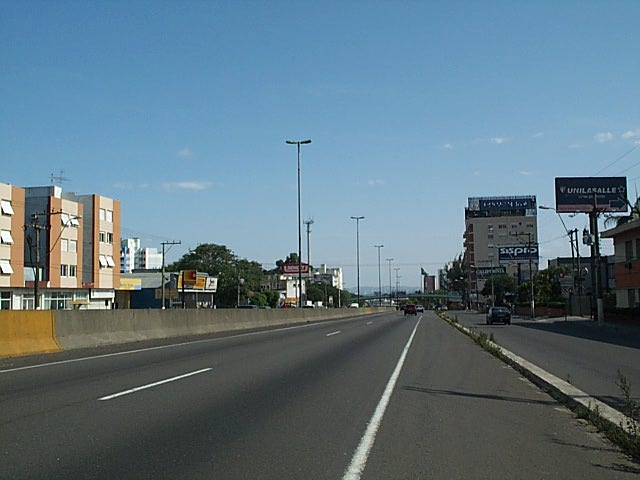
Este trecho da BR-116, em Canoas, é o mais movimentado do Sul do Brasil.

No município se encontram três rodovias: a BR-116, a BR-386 e a BR-448. As duas primeiras se encontram na zona norte do município. 
O trecho da BR-116 de Canoas é o mais movimentado da Região Sul do país. Estima-se que em 30 minutos passem mais de 5.000 carros. Nesse trajeto da rodovia, os congestionamentos acontecem na maioria das vezes às 18 horas, no chamado horário de pico.
Já a BR-448, denominada Rodovia do Parque, tem 22 km de extensão, entre o entroncamento da BR-116 com a RS-118 e a BR-290 (popularmente chamada de free-way). Passa por trás do Parque Assis Brasil, em Esteio, até a BR-386 na Tabaí/Canoas, seguindo em paralelo ao Rio dos Sinos até a free-way. Na passagem sobre o rio Gravataí, há uma ponte com 1,5 km de comprimento.
O problema do transporte coletivo em Canoas é antigo. Há mais de cinquenta anos, Canoas é atendida por uma única empresa, a Sogal , mesmo sendo que também faz parte de outra empresa de transporte coletivo que atua na Região Metropolitana de Porto Alegre, a VICASA, que liga Porto Alegre aos principais bairros das cidades metropolitanas. O contrato de concessão que permitia à Sogal explorar o serviço dentro do município já venceu, porém, já que a prefeitura não fez uma nova licitação, este monopólio por parte da empresa atual continua, e junto com ele continuam as muitas deficiências na qualidade dos serviços, como por exemplo:
Grandes esperas, de meia hora a uma hora, principalmente nos finais de semana, até passar um ônibus que leve o passageiro até o centro ou até as estações de trem, sendo que de táxi a maioria dos percursos é feita em menos de 15 minutos; inexistência de ônibus com ar-condicionado (na capital, as empresas praticam a mesma tarifa, e muitos ônibus possuem ar-condicionado e acesso a portadores de deficiência, em diversos horários e linhas), falta de ligação entre determinados bairros, lenta renovação da frota, poucos micro-ônibus, linhas que só possuem horários no início da manhã e no final da tarde, linhas que fazem trajetos muito semelhantes, e praticamente nos mesmos horários.

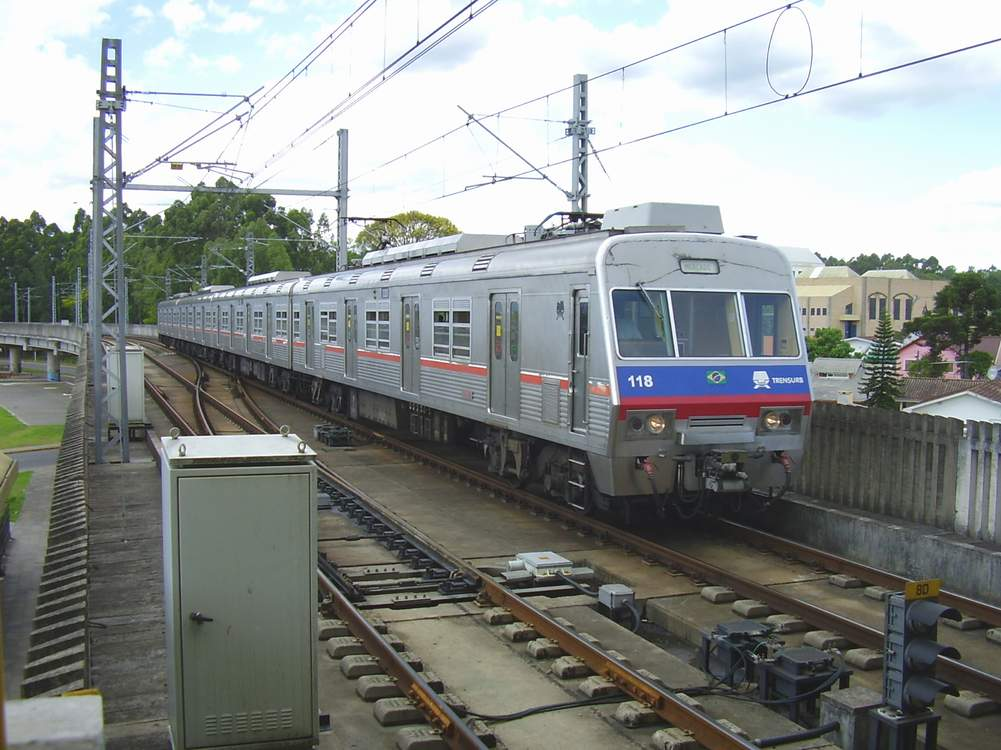
A Trensurb leva diariamente muitos canoenses nos horários de picos para outros bairros da cidade, Porto Alegre e outra cidades da região metropolitana.

A Estação Rodoviária de Canoas fica localizada às margens da BR-116, na Rua Sete Povos, e funciona de segunda a domingo. É pouco usada, pois nem todos os ônibus intermunicipais passam por ela, então, grande parte da população canoense e de regiões próximas acaba preferindo usar a Rodoviária de Porto Alegre, chegando ao local de trem.
Para fugir dos congestionamentos que acontecem no município, e principalmente para se deslocar mais rapidamente até o centro da capital, Porto Alegre, a população canoense costuma utilizar o Trensurb. O problema de se usar esses trens no município é que, em determinados horários do dia, eles passam muito lotados.
No horário de pico da manhã, muitos trabalhadores que residem em Canoas e cidades próximas deslocam-se para outros bairros de Canoas e para a capital, lotando mais ainda os trens no sentido sul. No final da tarde, por sua vez, são os trens que vêm no sentido norte que normalmente andam mais cheios. Segundo o diretor-presidente da Trensurb, Humberto Kasper, Canoas representa 60% dos usuários desse tipo de transporte.
Há seis estações de metrô em Canoas, distribuídas pela Trensurb: Niterói, Fátima, Canoas, Mathias Velho, São Luís e Petrobras.

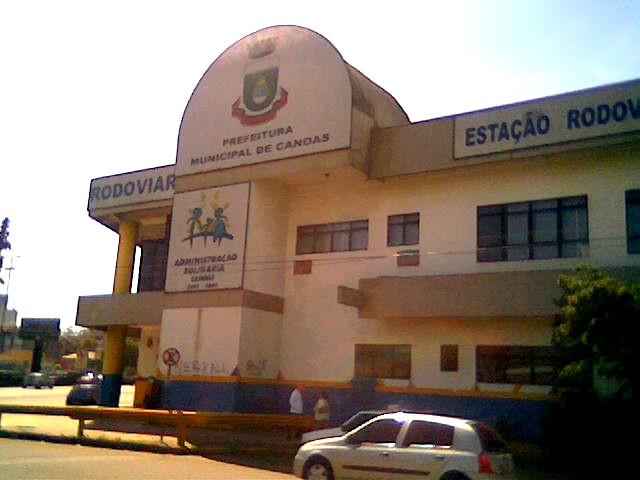
Rodoviária de Canoas, que fica as margens da BR-116.

Canoas uma é cidade estratégica por abrigar em seu território a sede do 5º Comando Aéreo Regional (COMAR V), do Hospital de Aeronáutica de Canoas (HACO) e uma Base Aérea da FAB, a Base Aérea de Canoas, que sedia o 1º/14º Grupo de Aviação, unidade de aviação de caça, operando atualmente aeronaves supersônicas F-5 Tiger II, além do 5º Esquadrão de Transporte Aéreo (5º ETA).
Há poucas ciclovias no município, existe uma para lazer na Praça Rio Grande, outra na Avenida Rio Grande do Sul, que está em mau estado, e outras duas estão em projeto como a da Rua República e da Rua Curitiba.
O sistema dutoviário de Canoas é complexo. Uma rede de oleodutos vem da plataforma de Tramandaí até a Refinaria Alberto Pasqualini e outra que transporta nafta vai do município ao pólo petroquímico. A rede de gás natural vem de Santa Cruz, Bolívia e termina em Canoas.
O Terminal de Niterói (TENIT) é usado pela Petrobrás para transportar equipamentos. O terminal fica às margens do rio Gravataí.

### Saúde
Abaixo estão todos os hospitais encontrados no município:
Hospital Universitário atendendo com 70% dos leitos ao SUS e 30% dos leitos a convênios e particulares, sendo referencia em obstetrícia na região.
Hospital Nossa Senhora das Graças, com 387 leitos pelo SUS.
Hospital de Pronto Socorro (somente urgência e emergência) com 120 leitos.
Hospital Santa Tecla (somente convênios e particulares) com 50 leitos.
Centro Clínico (somente convênio e particulares) com 22 leitos e o Hospital da Base Aérea (somente associados) com 55 leitos.
O município também possui 24 postos de saúde de atenção primária e serviços de atenção secundária.

### Educação

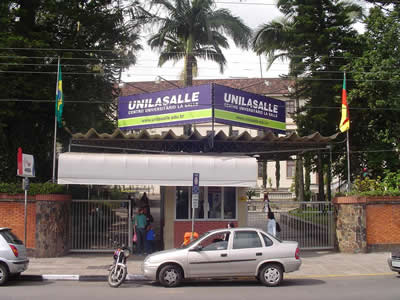
A Unilasalle é uma das universidades do município

Canoas possui, atualmente, o segundo maior pólo de ensino do Rio Grande do Sul. As escolas são encontradas em todos os bairros, por isso a qualidade de ensino no município é uma das melhores do estado, segundo avaliação do MEC.
A cidade, tem, porém, alguns problemas na rede pública de ensino: algumas escolas estão sem reparos há anos e em alguns casos há ratos, buracos e goteiras em dias de chuva. Esses casos, na maioria das vezes, ocorrem em escolas estaduais. O município é um pólo de ensino porque nele estão concentradas duas universidades; a Universidade Luterana do Brasil (Ulbra), A Universidade Lasalle (Unilasalle); o Instituto Federal Câmpus Canoas, com cursos técnicos integrados ao ensino médio e cursos superiores gratuitos; dois centros universitários; e o Centro Universitário Ritter dos Reis (Uniritter). A taxa de analfabetismo atual de Canoas é de 3,23%. Dados da Secretaria Municipal de Educação indicam 10 mil analfabetos no município. Abaixo o número de escolas no município:
Educação Infantil: 28 escolas, 1.783 alunos e no Ensino Fundamental são 42 escolas, 28.383 alunos, 1.404 professores. Na rede estadual existem: 36 escolas, 34.870 alunos, 1.299 professores. Na rede particular existem 30 escolas, 17.020 alunos e 908 professores.

### Segurança
A segurança em Canoas é regular. Apesar de haver um bom número de delegacias, faltam policiais para tantos crimes registrados no município. Entretanto, a ação policial é rápida, havendo uma delegacia por cada bairro, e por esse motivo a segurança é considerada regular. A estrutura da polícia é bem organizada e geralmente bem efetuada. Os assaltos são muito frequentes no município, principalmente nos bairros do Centro e Mathias Velho, assim como os furtos de carros. Ainda falta segurança em algumas avenidas e ruas importantes do município onde a polícia não costuma atuar com frequência, fazendo com o que o tráfico de drogas e os assaltos se proliferem.
O município possui 12 delegacias civis, sete companhias da Brigada Militar e 140 guardas municipais.

#### Estatísticas Criminais[33](2002-2012)
|                                         | 2002  | 2003  | 2004  | 2005  | 2006  | 2007  | 2008  | 2009  | 2010  | 2011  | 2012  |
| --------------------------------------- | ----- | ----- | ----- | ----- | ----- | ----- | ----- | ----- | ----- | ----- | ----- |
| Homicídio Doloso                        | 61    | 68    | 42    | 67    | 62    | 70    | 82    | 105   | 81    | 86    | 112   |
| Homicídio Doloso de Trânsito a          | S/D   | S/D   | S/D   | S/D   | S/D   | S/D   | S/D   | S/D   | S/D   | 0     | 1     |
| Furtos de Veículos                      | 1.094 | 979   | 1.102 | 876   | 869   | 747   | 794   | 837   | 606   | 717   | 692   |
| Roubo de Veículos                       | 562   | 643   | 1.270 | 1.138 | 1.222 | 1.046 | 1.110 | 1.138 | 792   | 915   | 979   |
| Furtos                                  | 6.481 | 8.105 | 7.983 | 7.241 | 6.946 | 7.396 | 6.872 | 5.537 | 5.642 | 5.596 | 5.636 |
| Roubos                                  | 3.272 | 4.376 | 4.306 | 3.995 | 3.887 | 3.566 | 3.554 | 3.527 | 2.597 | 2.057 | 2.349 |
| Latrocínio                              | 5     | 7     | 4     | 10    | 7     | 6     | 1     | 0     | 2     | 2     | 1     |
| Extorsão                                | 9     | 9     | 6     | 8     | 19    | 13    | 11    | 24    | 13    | 10    | 11    |
| Extorsão Mediante Sequestro             | 0     | 1     | 1     | 2     | 1     | 2     | 1     | 0     | 0     | 0     | 2     |
| Estelionato                             | 426   | 418   | 368   | 433   | 399   | 574   | 581   | 542   | 600   | 705   | 546   |
| Delitos Relacionados à Corrupção        | 1     | 0     | 2     | 0     | 2     | 1     | 3     | 5     | 7     | 4     | 11    |
| Delitos Relacionados à Armas e Munições | 0     | 3     | 230   | 180   | 216   | 210   | 221   | 213   | 165   | 172   | 183   |
| Entorpecentes - Posse                   | 182   | 148   | 158   | 140   | 149   | 131   | 153   | 227   | 1.039 | 1.072 | 929   |
| Entorpecentes - Tráfico                 | 39    | 31    | 35    | 47    | 85    | 114   | 164   | 276   | 334   | 302   | 349   |

Legenda:
a - Inserido a partir de 2011, sem dados para os anos anteriores;

## Cultura

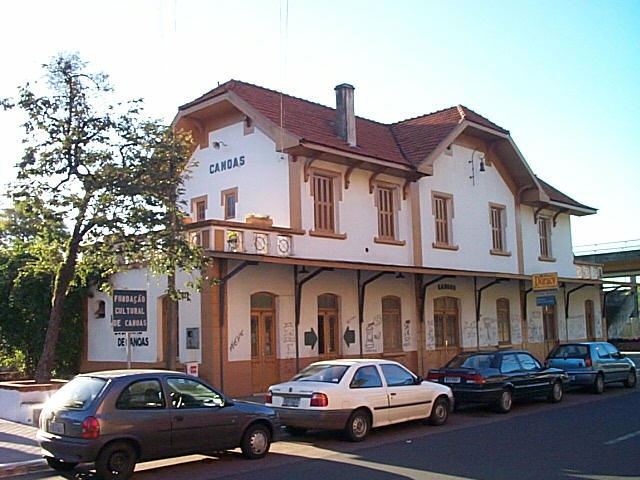
Fundação Cultural de Canoas.

A cultura tem se desenvolvido há pouco tempo na cidade. As atividades culturais ocorrem principalmente aos sábados e domingos. Cada bairro, com exceção da Ilha das Garças, tem seu próprio monumento ou uma praça simbólica, às vezes feitos por moradores locais. O movimento cultural mais popular do município é a festa de Nossa Senhora do Caravaggio quando se reúnem milhares de fiéis nas ruas para comemorar o dia da santa.
Outros acontecimentos do município também atraem muitos visitantes, como o Carnaval, o Encontro dos corais, a Feira do Livro, o Festival de Ginástica e Dança.
A Fundação Cultural de Canoas foi criada para preservar e promover a cultura no município e resgatar a cultura do povo canoense. Com a criação da Trensurb, a perda da identidade histórica do município era iminente por isso no dia 20 de novembro de 1984 a Fundação foi estabelecida. O prédio foi cedido nos termos de um contrato entre a Prefeitura Municipal e o Trensurb. A partir dessa data começaram as atividades nas áreas de Literatura, Artes Plásticas, Teatro e Cinema, Folclore, Música e Dança. Na nova Lei Orgânica, a prefeitura disponibilisou verbas para que um capítulo importante do município não fosse perdido. Em 15 de abril de 2009 a Fundação foi extinta,  cedendo seu lugar à Associação Cultural de Canoas-ASCCAN que tem por finalidade preservar e promover a fruição cultural através do apoio de associados, comunidade e parcerias público-privadas. Hoje a ASCCAN realiza cursos de pintura e desenho, aulas de violão, guitarra, cavaquinho, danças entre outras atividades. O município promove um Concurso de Literatura, que têm como objetivo premiar autores do município de outras regiões do Brasil e dos países que falam a língua portuguesa. O concurso abrange temas como contos, crônicas e poesias. Também promove a realização da Feira do Livro.

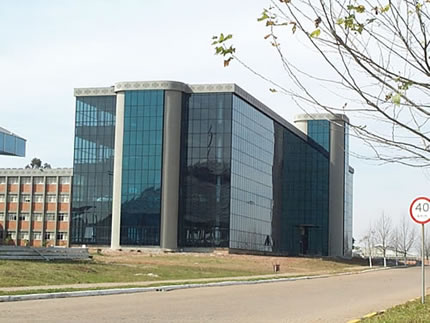
Museu da Tecnologia da ULBRA.

Canoas também dispõe de algumas bibliotecas para pesquisas, sendo três as mais importantes: Biblioteca Pública Municipal João Palma da Silva (localizada em novo endereço desde maio de 2009, Rua Ipiranga, 105), Biblioteca Martinho Lutero (Ulbra) e a Biblioteca da Unilasalle. Existem no município nove CTGs, que incentivam a prática das tradições do Rio Grande do Sul no município. Os principais centros de tradições são o CTG Brasão do Rio Grande, a GPF Aldebarã, o CTG Mata Nativa, a DTG Morada de Guapos, a DTG Periquitos Amadores do Chasque, a GAG Piazitos do Sul, o CCT Rancho Crioulo, o CTG Raízes da Tradição e o CTG Sentinela do Rio Grande.
O teatro ainda vem se desenvolvendo lentamente, apesar de Canoas abrigar a AGTB (Associação Gaúcha de Teatro de Bonecos). A Fundação Cultural promove a Amostra de Cine-Vídeo de Canoas, com o objetivo de estimular o talento e a criatividade de profissionais e amadores que produzem cinema e vídeo no município. Dos filmes da última edição da amostra podem-se citar  a Casa do Poeta de Canoas, de Maria Riggo; Os Donos da Ladeira, de Cláudio Piedras; Summertime, de Cláudio Piedras; Não Tem Preço, de Marcos Vinícius Cardoso Ribeiro; Siglas do Golpe, de Antônio Jesus Pfeil e Perturbação, de Cláudia Ávila.
O município oferece vários museus, que abrangem diversas áreas e assuntos, para pesquisa e visualização. Na semana nacional do museu o evento atrai um grande número de pessoas ao Museu Municipal do município e a atração mais procurada é a história do município. O público interessa-se também pelo município desde sua urbanização até os dias atuais. Eis alguns museus presentes no município: Museu de Ciências Naturais (Unilasalle), Museu e Arquivo Histórico La Salle, Museu Dr. Sezefredo Azambuja Vieira (Museu Histórico de Canoas). Antigamente existia também o Museu da Tecnologia da ULBRA, que era o maior museu da América Latina, mas este foi fechado após a crise financeira da universidade dando lugar a uma incubadora de novas empresas, a ULBRATECH.
O projeto Canta Brasil, no bairro Mathias Velho, promove a dança e a música para jovens e sem nenhum custo. O projeto cultural já está sendo reconhecido na região.

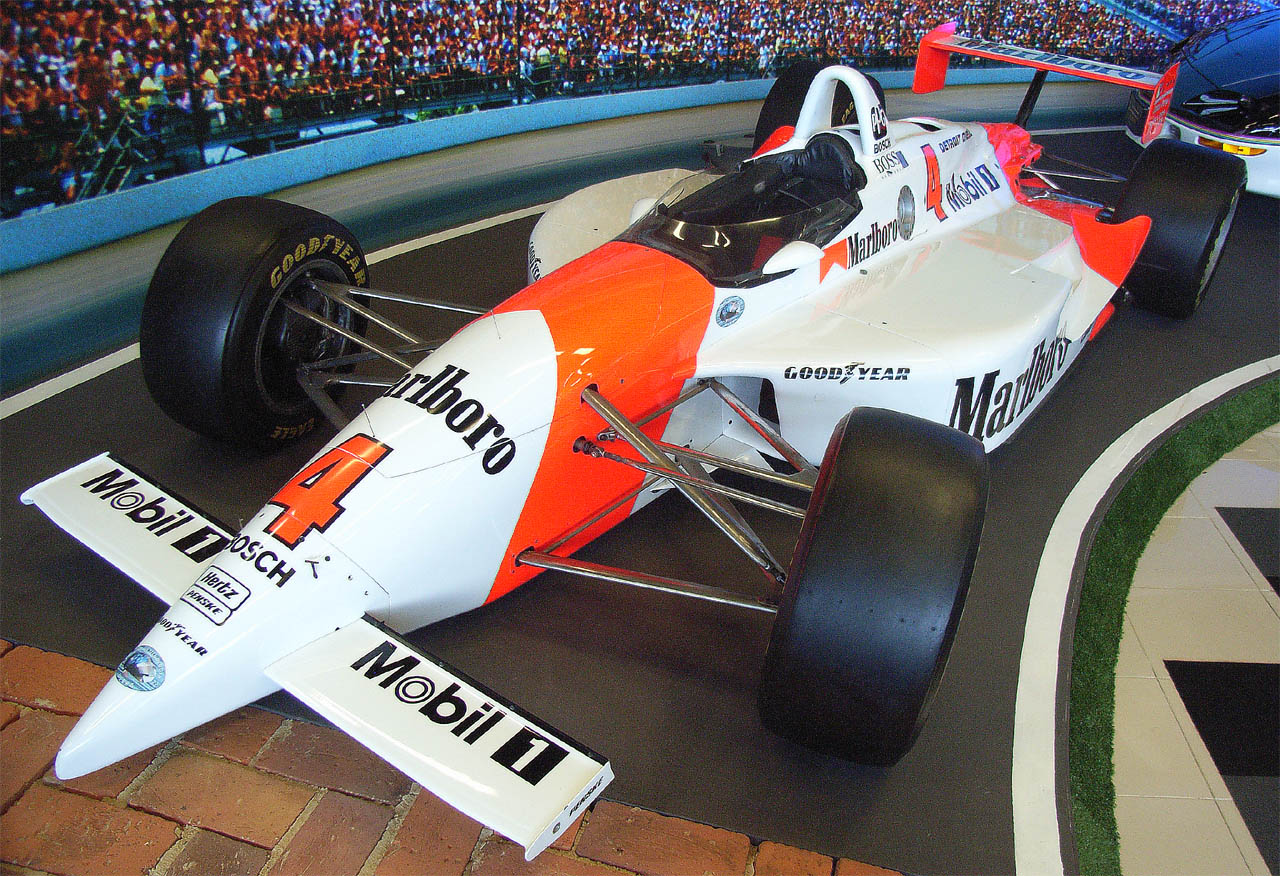
Este carro do Emerson Fittipaldi (ex-piloto de F1) de 1993 e outros estavam a amostra no Museu do Automóvel da Ulbra.

O Carnaval de Canoas é um evento bastante conhecido na região e a partir de 2008 será um evento oficial e com o apoio da prefeitura. O carnaval sempre atraiu um grande número de pessoas do município. O município possui ainda um sambódromo, localizado no Parque Esportivo Eduardo Gomes, onde as escolas municipais reúnem-se para o desfile. São 11 as escolas de samba que participam do desfile: Acadêmicos da Grande Rio Branco, Acadêmicos de Niterói, Estado Maior da Rio Branco, Guardiões do Bom Sucesso, Imperatriz da Grande Niterói, Império da Mathias, Nenê da Harmonia, Nossas Raízes, Os Tártaros, Rosa Dourada e a Unidos do Guajuviras.
Canoas possui um número razoável de áreas de lazer para oferecer aos seus habitantes. O município abriga grandes parques e muitas praças (cerca de 113), mas nos bairros mais pobres ainda subsiste a necessidade de mais locais que proporcionem lazer a sua população. O feriado municipal de Canoas ocorre no dia 2 de fevereiro, dia de Nossa Senhora dos Navegantes.
Entre os principais centros de lazer do município, estão os seguintes: Parque Municipal Getúlio Vargas (Capão do Corvo), Parque Esportivo Eduardo Gomes (Parcão), Centro Olímpico Municipal e outros diversos. No interior do Parque Getúlio Vargas localiza-se o Jardim Zoológico Municipal de Canoas (Minizoo).

### Religião
A escolha da religião é livre, e devido à grande quantidade de igrejas católicas instaladas no município, a metade da população é dessa religião. O município de Canoas possui a seguinte distribuição religiosa: 75,72% são católicos; 12,66% são evangélicos; 4,9% são ateus; 2,09% são espíritas, 1,91% umbandistas e 2,72% possuem outra religião. Segundo o censo brasileiro de 2022, a composição religiosa da cidade era de 54,57% católicos, 20,15% evangélicos ou protestantes, 3,52% espíritas, 5,48% umbandistas ou candomblecistas, 0,03% religião tradicional, 4,31% outras religiões, 11,9% irreligiosos, 0,04% desconhecidos e 0,01% não declarados.

### Esportes
O esporte é muito praticado na cidade de Canoas. São inúmeras as escolinhas, os clubes esportivos que existem na cidade. Para todos eles existe uma liga que controla as atividades esportivas, como a LCF (Liga Canoense de Futebol) que comanda o futebol, a Licafar (Liga Canoense de Futebol de Areia) que comanda o futebol de areia. Os torneios que são realizados na cidade são, em sua maioria, amadores, já que não há muitos clubes profissionais.

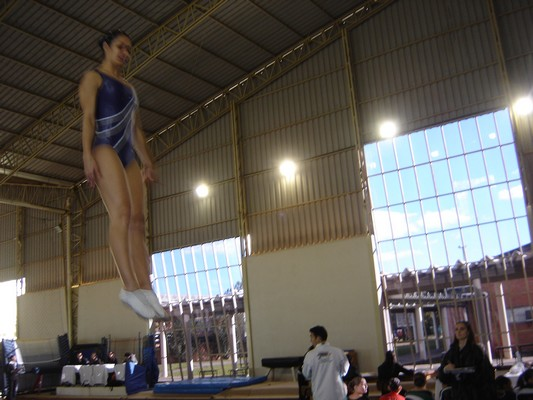
Ginástica de Trampolim da Ulbra.

Participam da Federação Gaúcha de Basqueteball a Ulbra, o Clube Bolão Gaúcho e o Colégio Concórdia.
O judô é muito praticado em Canoas, existem diversas escolinhas e locais de treinamento.
No município encontram-se, além disso, vários outros campeonatos de esportes como: ginástica, natação, capoeira, basquete, rugby e até mesmo de ioiô, entre outras modalidades esportivas.

#### Futebol Masculino

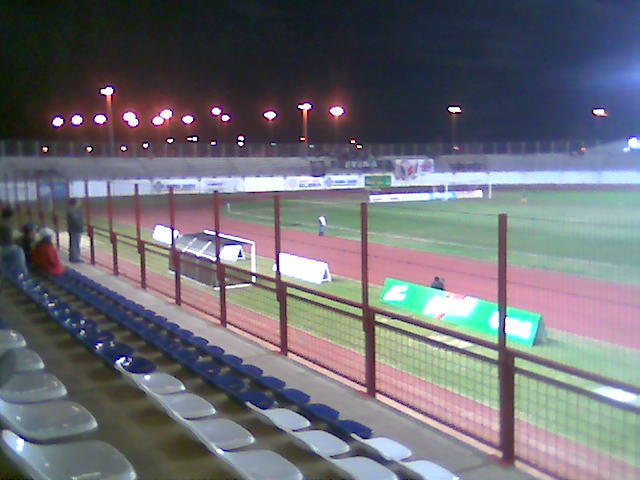
Complexo Esportivo da Ulbra, o maior estádio da cidade

Atualmente, Canoas tem apenas um clube de futebol profissional, o União Harmonia Futebol Clube. Clube fundado em 1954, mas apenas em 2019 profissionalizado, jogando atualmente na Série B do Campeonato Gaúcho de Futebol. 
A cidade também teve vários outros clubes profissionais: O Canoas Sport Club, fundado em 2001 como Sport Club Ulbra, foi fundado pela Ulbra onde jogou no maior estádio da cidade, o Complexo Esportivo da Ulbra. O time jogou na Primeira Divisão do Campeonato Gaúcho e no Campeonato Brasileiro Série C. Sagrou-se campeão da Terceira Divisão em 2002, da Segunda Divisão em 2003, mas sua maior conquista foi chegar na final do Campeonato Gaúcho de Futebol de 2004, onde eliminou o Grêmio nas semi-finais e perdeu de um jogo acirrado contra o Internacional de Porto Alegre. Ainda teve o Canoas Futebol Clube, que foi ativo de 1998 até 2002, localizado no Estádio Francisco Novelleto Neto, demolido em 2005. O ACB Estância Velha que participou apenas da edição de 2014 do Campeonato Gaúcho Série B. E ainda havia o Grêmio Esportivo Veronese que chegou a participar da Primeira Divisão do Campeonato Gaúcho de 1954 mas encerrou suas atividades em 1961.
Em Canoas, funciona a Liga Canoense de Futebol. É essa liga que comanda e realiza os campeonatos de futebol amador do município. Nunca houve um citadino oficial de futebol na cidade, mas há pequenas copas, como a Copa Canoas de Futebol 2007, que contam como citadinos. Há também o campeonato SECA, realizado com todas as escolas de Canoas, disputado tanto em campos como em locais fechados (futsal).
Há ainda outros três clubes amadores que futuramente poderão vir a disputar a Série B do Gauchão: O Sport Club Oriente, o Frigorífico Nacional Futebol Clube e o Rio Grande Futebol Clube. Todos eles já participaram do Campeonato Gaúcho de Futebol Amador.

##### Feminino
A prefeitura não investe muito no futebol feminino de Canoas, tanto que os clubes participam apenas de regionais. Existem alguns clubes amadores na cidade e algumas escolinhas mas o único participante dos estaduais é o Vernisul, que já ficou com o Vice-Campeonato Gaúcho em 2006 após perder para o Juventude na final em Canoas. O clube Vernisul em 2008 teve um rival de Canoas, a Ulbra treinou atletas para disputarem os campeonatos estaduais e a Copa do Brasil de Futebol Feminino.

#### Vôlei
O único clube profissional de vôlei em Canoas é a Associação dos Pais e Amigos do Vôlei, conhecido simplesmente como Vôlei Canoas, localizado no Ginásio Poliesportivo da Universidade La Salle. Disputava a Superliga Série A, saindo em 2018 devido a problemas financeiros. O time atualmente disputa a Superliga Série B.
Outro clube outrora importante foi o da Ulbra, que já foi Eneacampeão (9 vezes) do Estadual Adulto, Tricampeão da Superliga Série A e Campeão Paulista em 2006. 
Há também no município curtos campeonatos amadores durante todo o ano.

#### Futsal

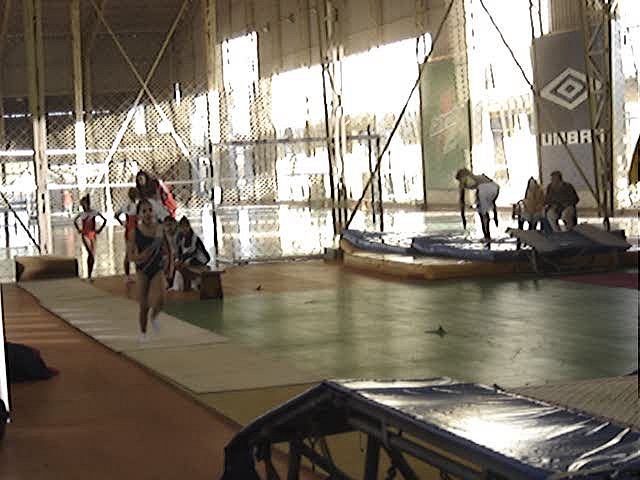
Ginásio de Esportes da Ulbra.

O futsal é muito valorizado no município, e teve muito mais conquistas do que o futebol de campo canoense. Os principais clubes disputam o estadual de futsal ou a Liga Nacional. Os outros clubes do município disputam a divisão de ouro ou a de prata, cujo campeão participa de torneios regionais.

##### Masculino
A Ulbra já foi reconhecida mundialmente pelo futsal: o Sport Club Ulbra foi tricampeão mundial em 1996 de 1999 e em 2001. Em 2001 e 2003 foi campeã do e do estadual ouro e em 2003 no estadual juvenil. Infelizmente, em 2009 após sofrer forte crise após a descoberta de esquema de lavagem de dinheiro praticada pelo reitor na época (que foi afastado e preso) a universidade foi obrigada a encerrar seus times de futsal e basquete, além de repassar o futebol de campo e o voleibol para outra admistração.
O La/Salle é um centro-universitário de Canoas que com investimento no futsal, conseguiu dois títulos do estadual ouro em 1981 e 1982, sendo assim o primeiro clube canoense a vencer a competição organizada pela Federação Gaúcha de Futsal. O CEPE  é outro clube que conseguiu uma boa colocação na tabela em 2003, ficando com o vice-campeonato categoria Infanto-Juvenil e a 3º colocação em 2002.
E o Clube dos Empregados da Petrobrás que é formado por empregados da Petrobrás, ficou em 3º lugar no estadual Pré-Mirim de 2006.

##### Feminino
No estadual feminino, o clube Funil conseguiu a melhor colocação do futsal feminino canoense no estadual, ficando com o vice-campeonato em 1995. O Fluminense de Canoas foi outro clube canoense que fez boa campanha no Campeonato Estadual de Futsal Feminino junto com o clube Funil, em 1995.

### Pontos turísticos
O turismo em Canoas é mais voltado para a cultura do que para a natureza. São inúmeros os monumentos e praças do município que, em sua maioria, foram criados entre 1890 a 1960. Abaixo estão os mais importantes:
Praça do Avião

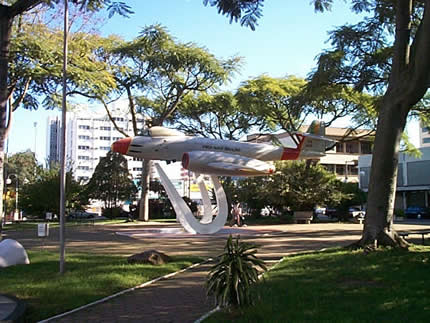
Praça do Avião.

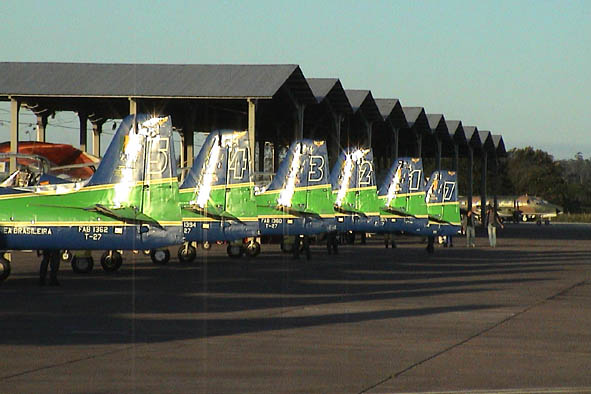
Base Aérea de Canoas.

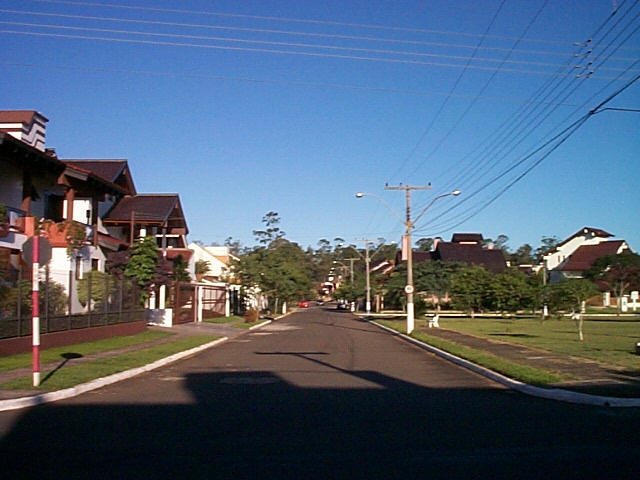
O Jardim do Lago fica no bairro Marechal Rondon.

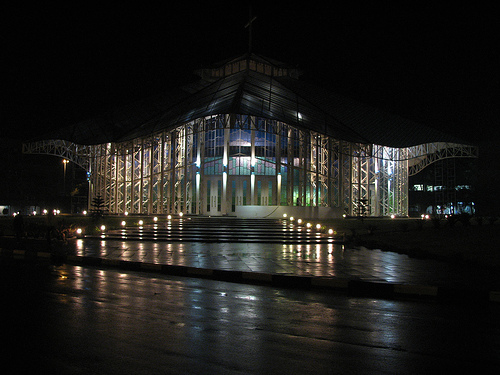
A Capela da Ulbra à noite.

A Praça do Avião ou Praça Santos Dumont é o ponto mais famoso do município de Canoas. No local, um avião de fabricação inglesa F-8 Gloster Meteor, sustentado por um suporte de concreto armado, faz uma homenagem à importância da Aeronáutica para o desenvolvimento municipal. Inaugurado em 22 de janeiro de 1968, o monumento foi oferecido à comunidade pela Força Aérea Brasileira.
Parque Getúlio Vargas (Canoas)
O Parque Getúlio Vargas conhecido popularmente como Capão do Corvo é uma área de preservação da natureza. Nessa área também se encontra o zoológico de Canoas que foi feito pelo projeto Canoas, te quero verde. O parque, inaugurado no dia 13 de dezembro de 1980, serve para a população fazer uma caminhada ambiental em uma das poucas áreas do município onde a natureza foi poupada da ação do homem.
Catedral de São Luiz Gonzaga
Em estilo eclético com predominância de detalhes neogóticos. Comporta belíssimos vitrais e um crucifixo esculpido em madeira no altar principal.
Igreja Luterana do Brasil
O pequeno templo apresenta uma arquitetura contemporânea e arrojada.
Fundação Cultural de Canoas
Sediada na antiga estação ferroviária, às margens dos trilhos da Trensurb.
Casa dos Rosa (Canoas)
A Casa dos Rosa (Canoas) foi construída no início dos anos 1900, sendo a construção mais antiga da cidade. A urbanização de Canoas se deu a partir da transformação de grandes áreas de terras da Fazenda do Gravataí, adquiridas por abastadas famílias de Porto Alegre. O lote número 1 foi adquirido por Antônio Lourenço Rosa, em 27 de junho de 1894. Durante sua história, o imóvel sofreu dois incêndios que quase destruíram a residência.
A Antiga Estação do Trem foi construída em 1934, substituindo a  parada de trens originalmente construída em 1874, por ocasião da linha que ligava São Leopoldo a Porto Alegre. Tombada em 2010, durante anos abrigou a Fundação Cultural de Canoas.
Em 2016, a sua reforma foi finalizada e ela se tornou o Parque dos Rosa, com O Museu Municipal Parque dos Rosa sendo a antiga casa agora reformada. Com uma área de 456.37m², ela se localiza na Av. Vítor Barreto, 2186-Centro, Canoas - RS, 92010-000.
Villa Mimosa
Importante construção histórica, em estilo eclético.
Base Aérea de Canoas
A Base Aérea de Canoas - BACO ou Aeroporto de Canoas é uma base da Força Aérea Brasileira localizada no município de Canoas. Na base atuam o Esquadrão Pampa com os caças supersônicos F-5E (Northrop F-5E Tiger II) e algumas aeronaves de caça do tipo Embraer EMB-312 Tucano.
Canoas Shopping
O Canoas Shopping foi criado em 29 de Abril de 1998 e recebe mais de um milhão de visitantes ao mês. O Cinemark possui 11 salas de cinemas instaladas, com muito espaço. Dentro do shopping existe uma grande quantidade de lojas e produtos. Inaugurado em 29 de Abril de 1998, o Canoas Shopping possui uma área bruta construída de 90,9 mil metros quadrados e mais de 230 lojas. É o maior shopping center da região metropolitana e um dos maiores do Rio Grande do Sul.
Praia da Paquetá
Praia da Paquetá é uma praia recém recuperada pela poluição das águas do rio Gravataí. Ainda é um local impróprio para o banho. Em 1890 a praia do município de Canoas era um ponto de veraneio para muitos, mas acabou sendo poluída em 1950 com o aumento da população. É o lugar natural mais bonito do município.

## Galeria de fotos

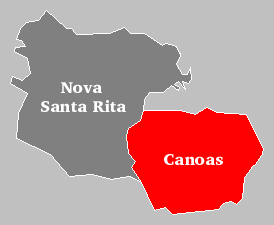
Nova Santa Rita, que até 1992 foi o segundo distrito do município de Canoas.
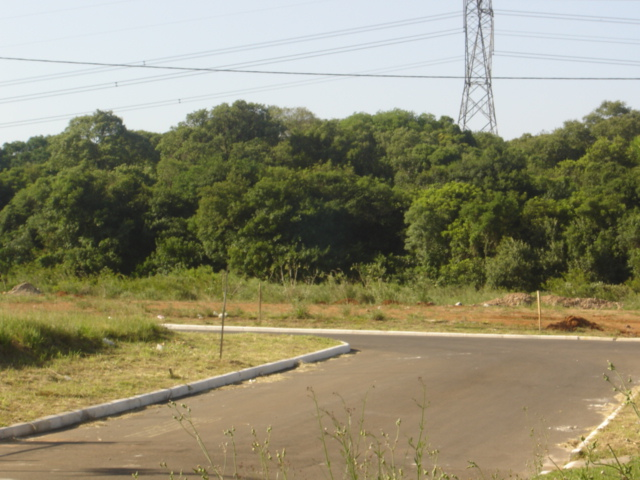
Vegetação típica do município.
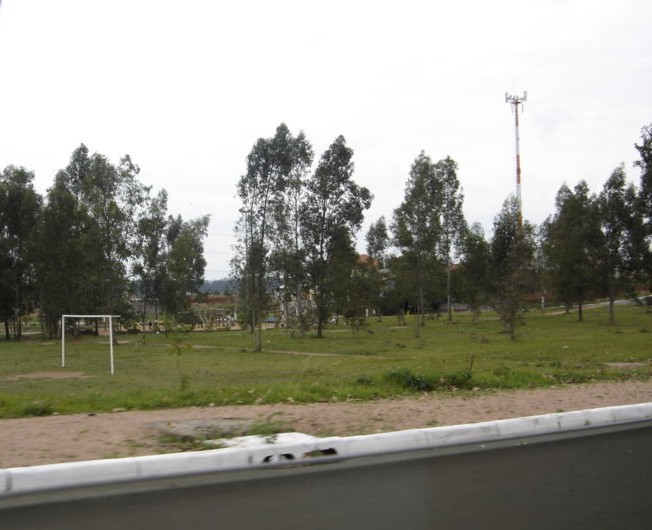
Praça no Parque Universitário
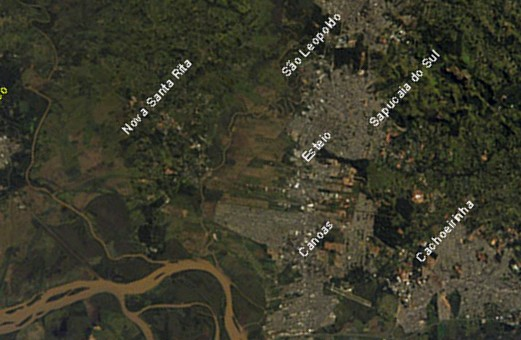
Imagem de Satélite de Canoas
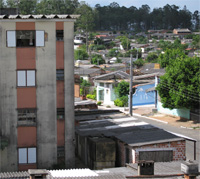
Guajuviras (Setor 6)
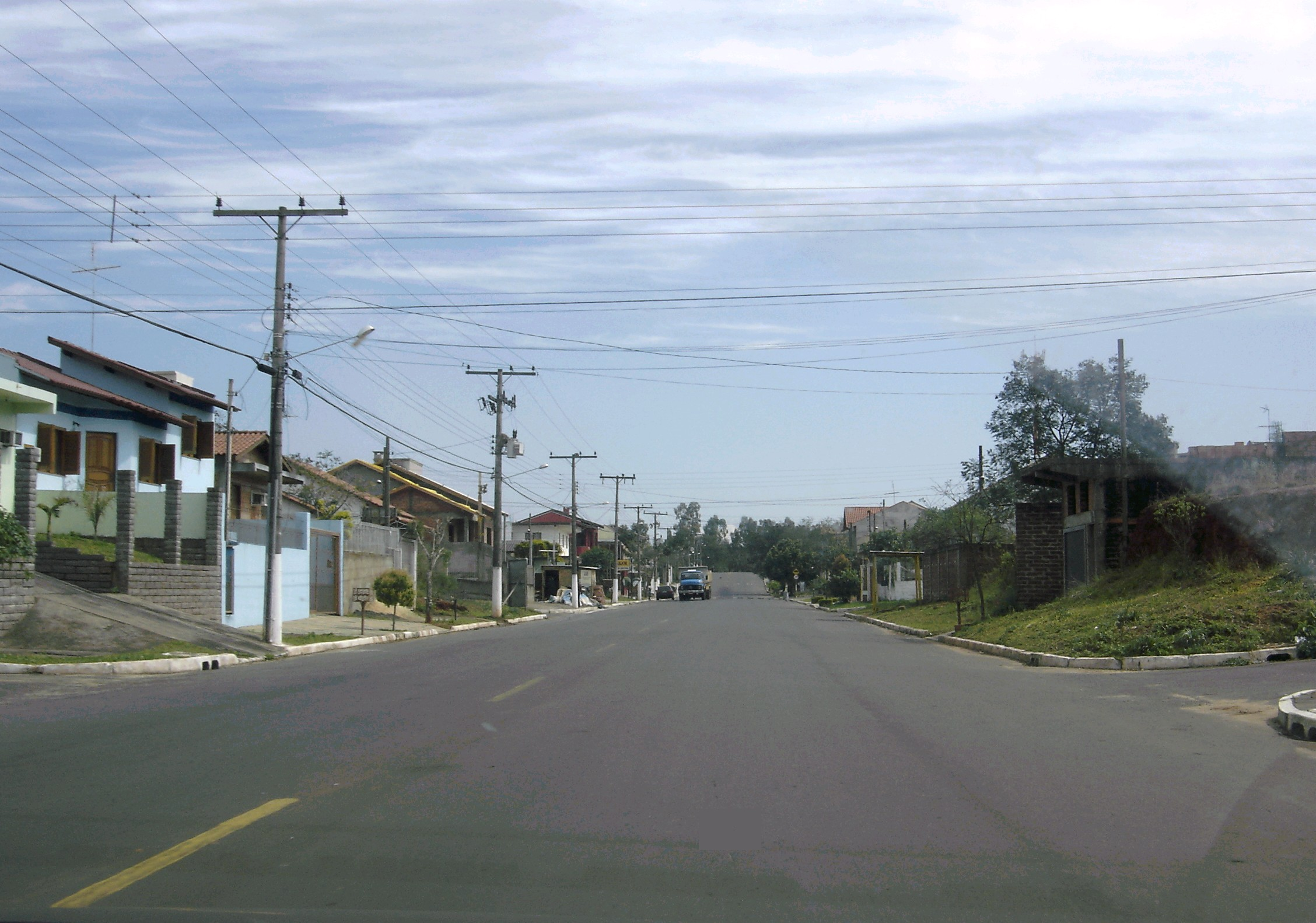
Rua no Parque Universitário
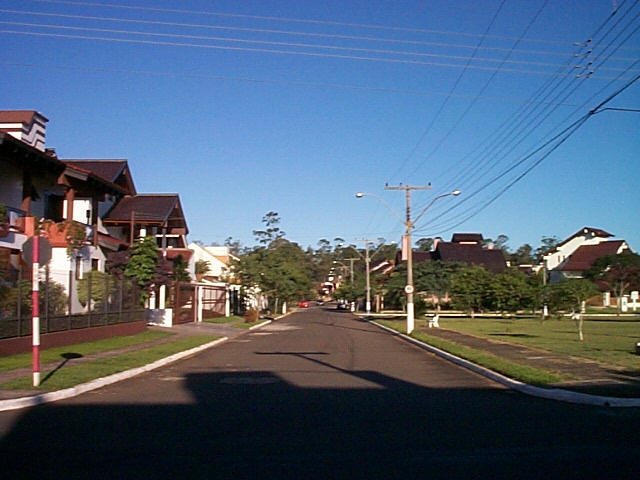
bairro Marechal Rondon
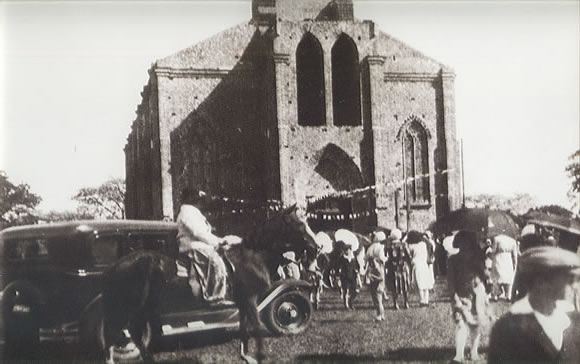
A Igreja da Matriz em 1931 no bairro Centro
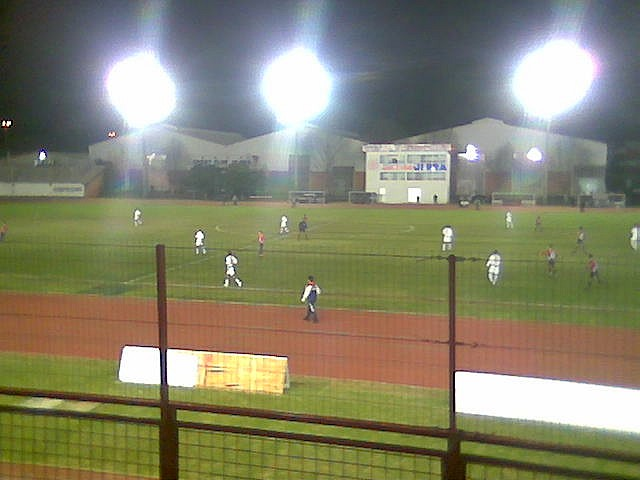
Jogo da Sport Club Ulbra no bairro São José
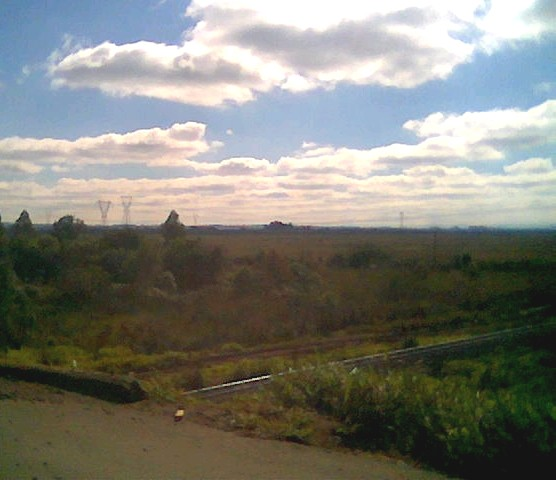
Antiga estrada de ferro no bairro Industrial
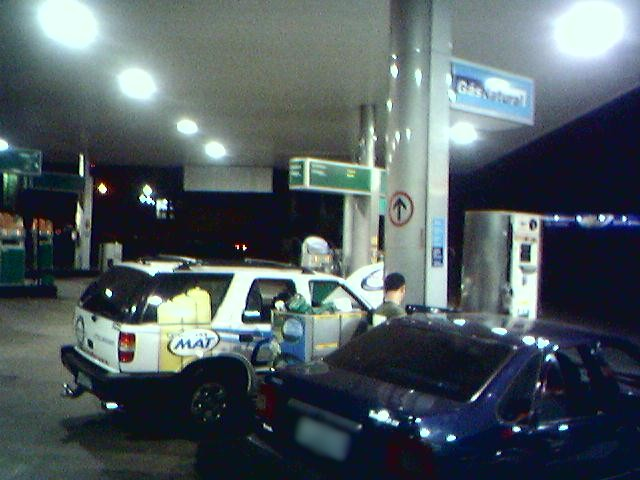
Posto a gás natural no bairro Igara
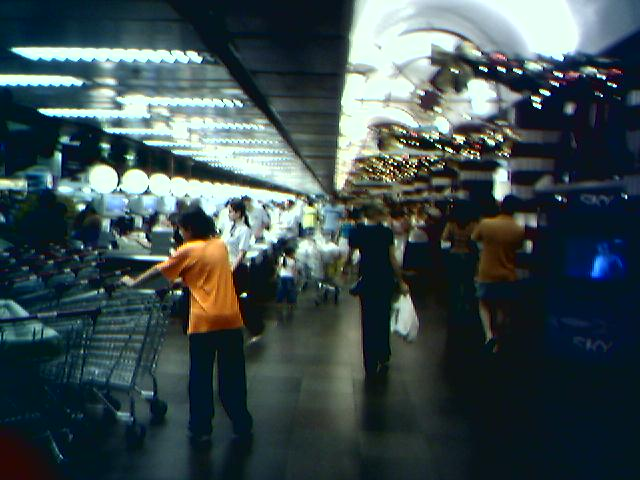
Zaffari Bourbon no bairro Marechal Rondon